# Leptacoenites russatus
Leptacoenites russatus är en stekelart som beskrevs av Wang 1981. Leptacoenites russatus ingår i släktet Leptacoenites och familjen brokparasitsteklar. Inga underarter finns listade i Catalogue of Life.